# Білевич Йосип Донатович
Йосип Донатович Білевич (нар. 9 жовтня 1866, с. Дмитрово, Полоцький повіт, Білорусь  — пом. 16 жовтня 1942, м. Краків, Польща) — військовик Армії УНР.

## Біографія
Народився у с. Дмитрово Полоцького повіту Вітебської губернії. Походив з дворян. Білорус за походженням, римо-католик.

### На службі РІА
Закінчив 1-й Московський кадетський корпус (1885), 3-тє Олександрівське військове училище (1887), вийшов підпрапорщиком до 3-го Кавказького стрілецького батальйону. З 26 липня 1904 р. був наглядачем польового госпіталю у Харбині. 28 липня 1906 р. повернувся на службу до батальйону Закінчив Офіцерську стрілецьку школу (1908).
З 26 лютого 1909 р. — підполковник з переведенням до 9-го стрілецького полку (Жмеринка), з яким незабаром вирушив на  Першу світову війну. З 23 квітня 1915 р. — полковник, командир 45-го піхотного Азовського полку.
З 13 січня 1917 р. — генерал-майор за бойові заслуги. З 6 червня 1917 р. — начальник бригади 12-ї піхотної дивізії. Під час війни був нагороджений орденом Святого Георгія IV ступеня (за бій 25 травня 1916), Георгіївською зброєю (за бій 26 листопада — 2 грудня 1914), усіма орденами до Святого Володимира III ступеня з мечами та биндою, Сербською зіркою Кара-Георгієвича IV ступеня.

### На службі УНР
З березня 1918 р. — командир бригади 3-ї пішої дивізії Армії УНР (колишньої 12-ї піхотної). З 13 серпня 1918 р. — помічник начальника 3-ї пішої дивізії Армії  Української Держави. З січня 1919 р. перебував у резерві старшин Дієвої армії УНР. 3 19 березня 1919 р. — командир 2-ї запасної бригади Дієвої армії УНР (розформована 13 квітня 1919 р.).
З 1 липня 1919 р. — начальник штабу залоги  Камянця-Подільського. З 16 листопада 1919 р. перебував у резерві старшин Дієвої армії УНР. З 19 квітня 1920 р. — начальник Учбового запасного куреня 3-ї Залізної стрілецької дивізії Армії УНР. З 10 жовтня 1920 р. був приділений до начальника постачання  3-ї Залізної стрілецької дивізії Армії УНР.

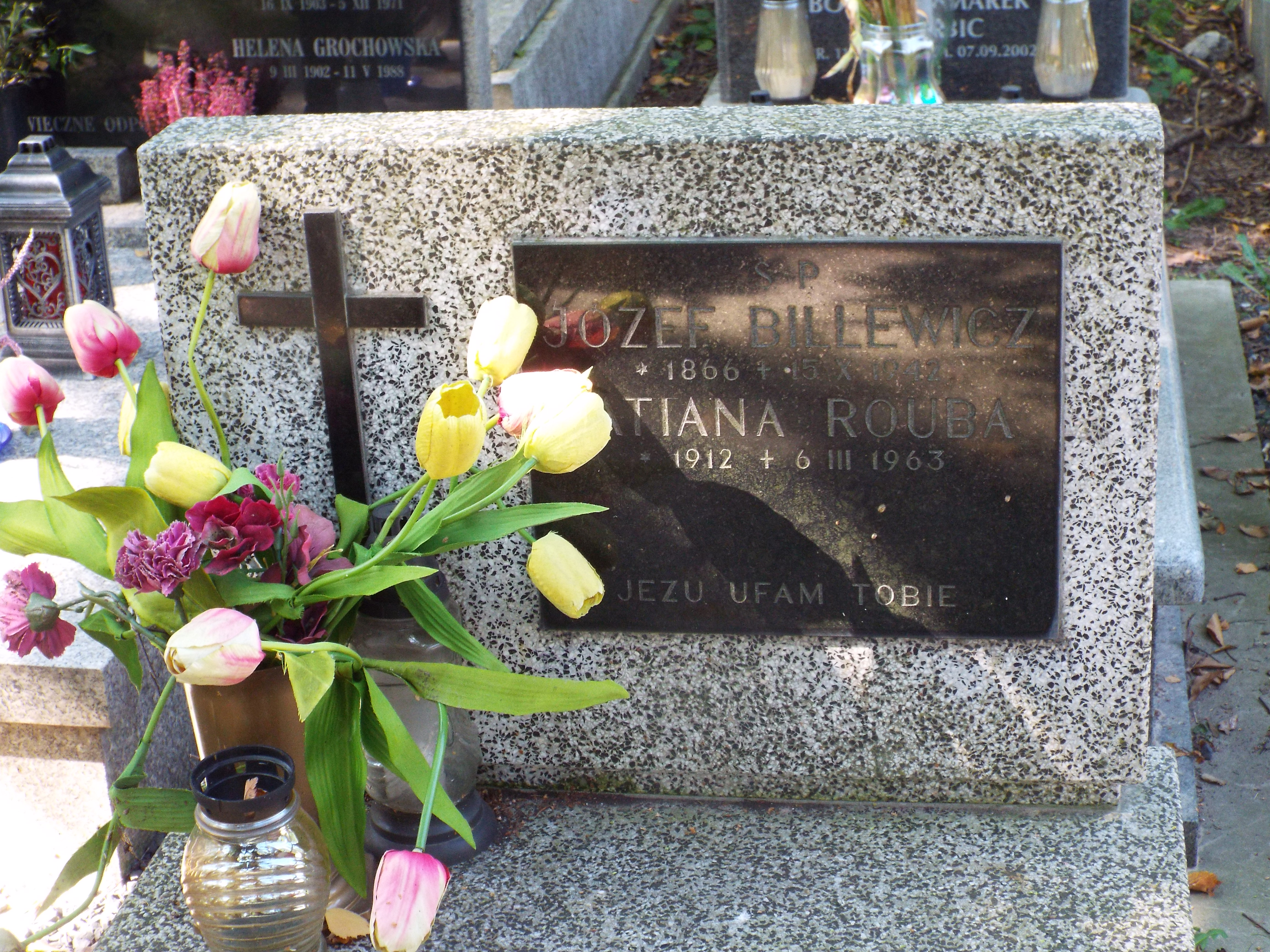
Поховання Йосипа Білевича. Краків, Раковицький цвинтар. Фото 2021 р.

Помер та похований у Кракові на Раковицькому цвинтарі. Могила збереглася: поле LXXV, ряд 13, поховання 11, 50.077159°, 19.949941° [Архівовано 24 вересня 2021 у Wayback Machine.], похований разом з Тетяною Рубою 1913-1963.